# Fascogalinis
Els fascogalinis (Phascogalini) són la tribu biològica més pobra en gèneres de la subfamília dels dasiürins. Tots els membres d'aquest grup reben el nom de ratolins marsupials (tot i que hi ha molts altres animals anomenats ratolins marsupials). La tribu conté un total de tres gèneres diferents.